# Gononoorda
Gononoorda là một chi bướm đêm thuộc họ Crambidae.